# 2256 Wisniewski
2256 Wisniewski è un asteroide della fascia principale. Scoperto nel 1960, presenta un'orbita caratterizzata da un semiasse maggiore pari a 3,0898398 UA e da un'eccentricità di 0,1750819, inclinata di 0,46360° rispetto all'eclittica.
L'asteroide dedicato all'astronomo polacco, naturalizzato statunitense, Wiesław Z. Wiśniewski.